# Excimeer
Het woord excimeer is afgeleid van de woorden exited en dimeer. Het geeft een klasse van gasvormige verbindingen aan die alleen zeer kortstondig in een geëxciteerde toestand kunnen bestaan, zoals Ar2* en Xe2*. Dit soort dimeren wordt onder andere gebruikt in een speciaal soort laser, de zogenaamde excimeerlaser. Hierin worden die dimeren en andere exciplex (exited complex-)moleculen gemaakt, waarna zij zeer snel weer vervallen onder uitzending van vacuüm-ultravioletlicht of ultraviolet licht.